# Il giorno della tigre
Il giorno della tigre (The Tiger's Prey) è un romanzo d'avventura di Wilbur Smith del 2017, scritto con Tom Harper.

## Trama
Ambientato nei primi anni del XVIII secolo (la storia inizia nel 1709, "due anni dopo la morte del Gran Mogol Aurangzeb"), narra le avventure sul mare africano e arabico di Tom e Dorian Courteney (figli di sir Henry "Hal" Courteney, protagonista dei romanzi precedenti della serie) e dei nipoti Sir Francis (figlio del loro fratello maggiore William) spinto in mare dall'odio per lo zio Tom, e Christopher (figlio dell'altro fratello Guy, ma in realtà figlio naturale di Tom).
Tom e Dorian, a bordo della Centaurus insieme alle rispettive mogli Sarah e Yasmini, salvano da un attacco di pirati la Dowager, che trasporta un carico di merci per conto della commerciante Ana Duarte. Rientrati a Città del Capo dopo qualche mese scampano ad un tentativo di omicidio da parte di Francis, loro nipote, scappato dall'Inghilterra poiché il patrigno aveva svenduto la sua proprietà per debiti di gioco, e ansioso di vendicarsi di Tom che aveva ucciso, per legittima difesa, suo padre. Scampato all'assassinio Tom, Dorian e Francis si riappacificano e, insieme alla Duarte, partono con due navi commerciali verso Madras (Tom e Francis) e le isole Laccadive (Dorian). 
La nave di Tom naufraga ma riescono a raggiungere un piccolo avamposto inglese, Brinjoan (ora Vilinjam o Brinhjohn, nella regione del Distretto di Thiruvananthapuram).
Nel frattempo Christopher, in rotta col padre Guy (governatore di Bombay per conto della  Compagnia delle Indie), è scappato di casa e, arruolatosi come marinaio, diventa poi bandito di montagna e in seguito uno dei comandanti di Rani, regina di Chittatinkara (ora Attingal), nei pressi di Brinjoan. La regina muove guerra all'avamposto inglese e, mentre Tom e Francis resistono all'assedio, Sarah fugge in barca insieme alla sorella Agnes (ritrovata per caso a Brinjoan) e Lydia Foy (moglie del governatore dell'avamposto), per essere comunque catturate dal pirata  Angria (conosciuto storicamente come Kanhoji Angre) e portate nella fortezza di Tiracola.
Tom e Francis salvano l'avamposto e Francis (Tom e Guy si odiano profondamente poiché Tom, prima del matrimonio, era stato l'amante di Caroline, sorella di Sarah e Agnes, e moglie di Guy) si presenta a Guy per chiedere che venga pagato il riscatto richiesto, ma Guy si rifiuta. Decidono allora di allearsi con uno dei raja locali, Shahuji (conosciuto storicamente come Shahu I di Satara, della dinastia dei Bhonsle), nemico di Angria; riescono così a conquistare Tiracola e a salvare le prigioniere; Tom scopre di essere divenuto padre di James. Christopher, nel frattempo divenuto uno dei comandanti di Angria, affronta Tom e viene sconfitto. 
Tom e i familiari si reimbarcano per incontrare nuovamente Dorian, mentre Christopher (nascondendo il suo passato di bandito e pirata) ritrova la sua amante Lydia Foy e si riappacifica apparentemente con il padre, uniti dall'odio per Tom.

## Edizioni
- Wilbur Smith, Tom Harper, traduzione di Sara Carrafini, La Gaja scienza, Longanesi, 20 novembre 2017,  p. 480, ISBN 9788830438767.

- Wilbur Smith, Tom Harper, traduzione di Sara Carrafini, I maestri dell'avventura, TEA, 16 luglio 2020,  p. 478, ISBN 9788850257324.

- Wilbur Smith, Tom Harper, traduzione di Sara Carrafini, Super TEA, TEA, 8 luglio 2022,  p. 478, ISBN 9788850264322.